# Pedro Benítez (football, 1901)
Pour les articles homonymes, voir Pedro Benítez et Benitez.
Pedro Manuel Benítez Arpolda (né le 12 janvier 1901 à Luque au Paraguay et mort le 31 janvier 1974 dans la même ville) était joueur international de football paraguayen qui jouait en tant que gardien de but.

## Biographie
Benítez commence sa carrière au Libertad, club paraguayen de la capitale. Il part ensuite en Argentine pour le Club Atlético Atlanta, club connu pour recevoir de nombreux joueurs paraguayens. Il joue en tout 9 matchs avec le club.
Il est l'un des gardiens de l'équipe du Paraguay qui participe à la coupe du monde 1930. Il joue un match sur les deux, contre la Belgique, tandis que l'autre match est joué par le gardien Modesto Denis.